# Georcy-Stéphanie Picard
Georcy-Stéphanie Picard, född 8 februari 1991, är en kanadensisk bågskytt. Hon deltog vid olympiska sommarspelen 2016.